# North Caledonian Football Association
Die North Caledonian Football Association (NCFA) ist der Fußballverband für das nördlichste Schottland mit den nördlichen Inseln. Er betreibt die sechstklassige North Caledonian Football League (NCFL). Obwohl die NCFA Mitglied der Scottish Football Association (SFA) ist, war ihr Spielbetrieb von dem der SFA abgekoppelt. Erst seit 2021 kann aus der (NCFL) in die fünftklassige Highland Football League aufgestiegen werden. Neben einer jährlichen Punktrunde veranstaltet der Verband drei Pokalwettbewerbe. Seit 2022 erhält der Sieger der North Caledonian League zudem einen Startplatz in der Vorrunde des schottischen Pokals.

## Mitgliedsvereine und Spielbetrieb der NCFA
Die North Caledonian Football Association hat aktuell (Stand 2024) 12 aktive Mitgliedsvereine, die alle in der North Caledonian Football League (NCFL) spielen, die derzeit den Sponsorennamen mm macleod & maccallum north caledonia league trägt.:
- Alness United F.C., Alness
- Bonar Bridge F.C., Bonar Bridge

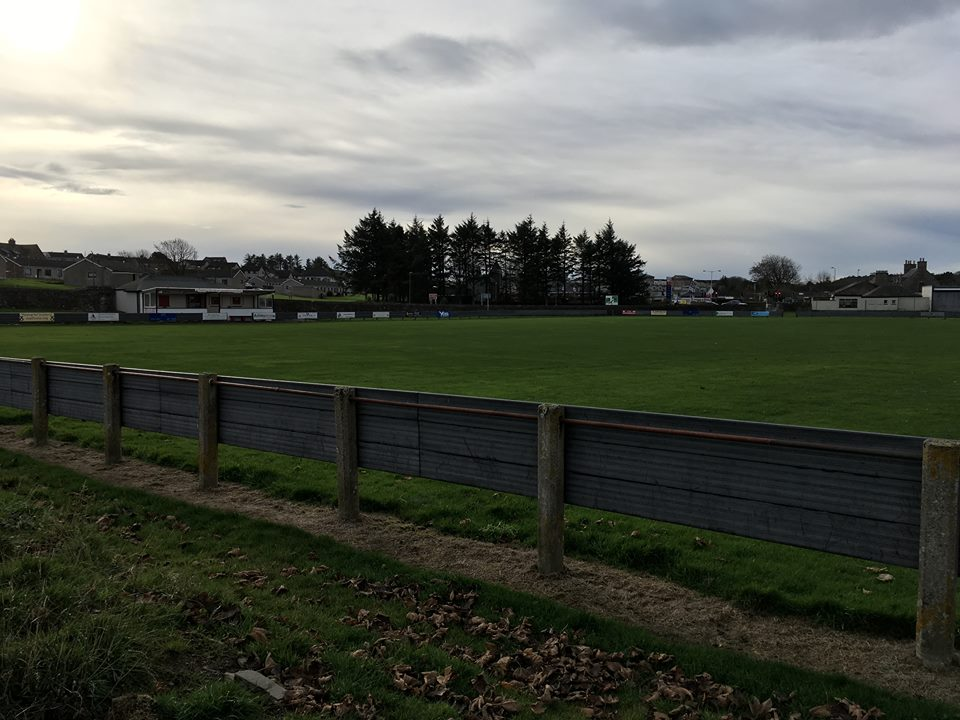
Sir George’s Park, Spielstätte des Thurso F.C.

- Bunillidh Thistle F.C. (Helmsdale)
- Clachnacuddin FC (Reserve), Inverness
- Fort William F.C., Fort William
- Golspie Sutherland F.C., Golspie,
- Halkirk United F.C., Halkirk
- Invergordon F.C., Invergordon
- Inverness Athletic F.C., Inverness
- Loch Ness F.C., Fortrose
- Orkney F.C., Orkney
- St. Duthus F.C., Tain
- Thurso F.C., Thurso

In den drei NCFA-Pokalwettbewerben wird um den Football Times Cup, den North Caledonian Cup und den Jock Mackay Cup gespielt.